# Grønnegades Kaserne Kulturcenter
Grønnegades Kaserne Kulturcenter i Næstved er Sydsjællands største kulturcenter med koncerter, teater, foredrag, stand-up samt andre arrangementer. Kulturcenterets største koncertsal, Ny Ridehus åbnede i 2002 efter en omfattende om- og tilbygning og har i dag kapacitet til 700 stående gæster eller 500 siddende gæster.
Grønnegades Kaserne Kulturcenter er beliggende i de tidligere kasernebygninger, der var kendt som Grønnegades Kaserne og alle de gamle bygninger er i dag blevet indrettet til en række forskellige kulturelle formål.
Grønnegades Kaserne Kulturcenter består af Ny Ridehus, Billetkontoret, Café Grønnegade, Børnekulturhuset, Musikstalden, Gl. Ridehus, Lokale 117, Lokale 217, Lokale 219, Smedjen, Game Tech Huset, Det Historiske Hjørne samt diverse foreningslokaler. Det er muligt at leje de fleste af lokaler til møder og konferencer.